# Claire Littleton (Lost)
Claire Littleton (Emilie de Ravin) este unul dintre personajele principale din serialul de televiziune american Lost.